# Darren Le Gallo

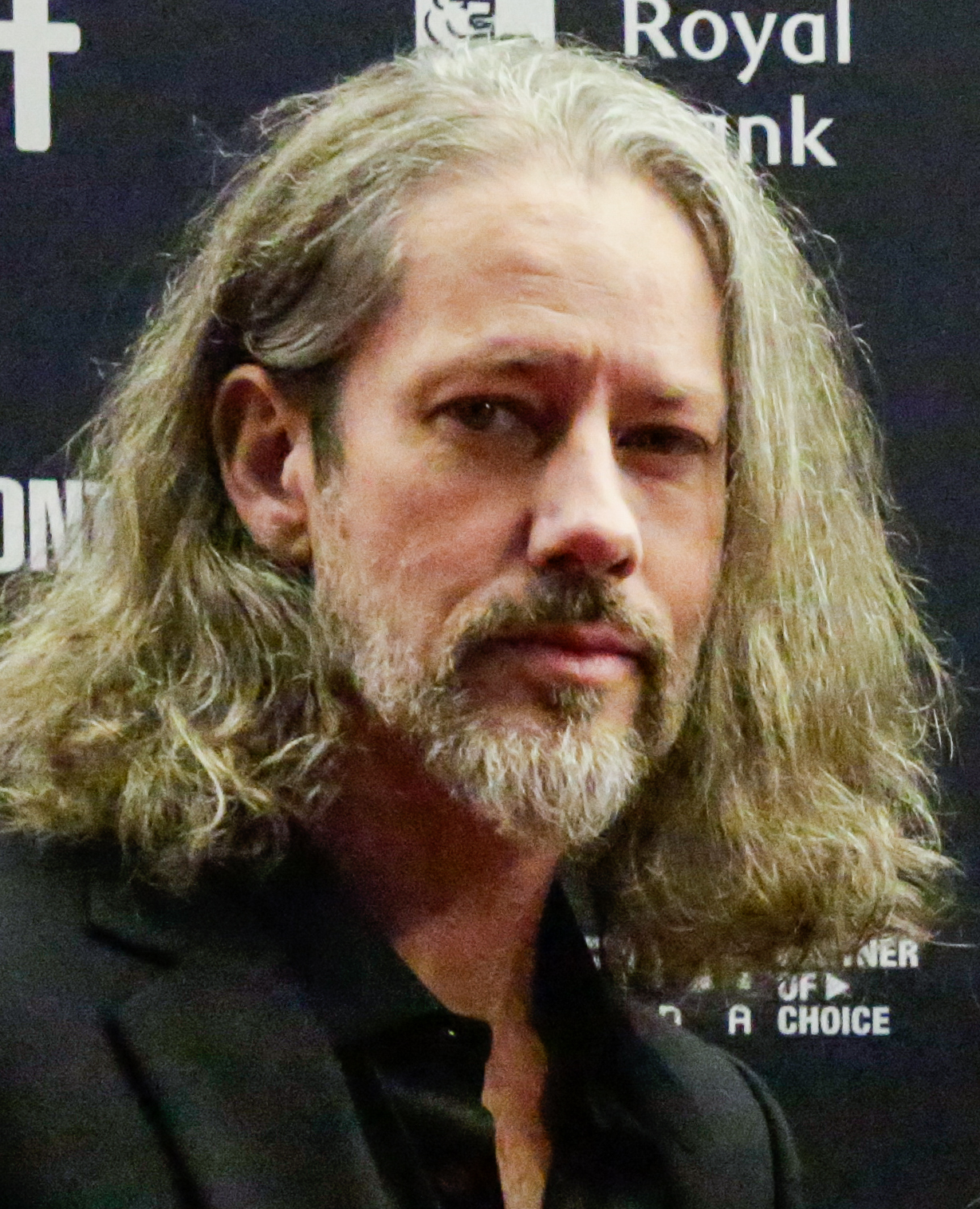
Darren Le Gallo (2024)

Darren Le Gallo (* 21. Juli 1974 in Landstuhl, Deutschland) ist ein US-amerikanischer Schauspieler und Regisseur.

## Leben
1996 erwarb er einen Bachelor-Abschluss in Malerei an der Abilene Christian University. 2001 lernte er in einer Schauspielklasse Amy Adams kennen, mit der er sich 2008 verlobte und mit der er seit dem 2. Mai 2015 verheiratet ist. Sie haben eine Tochter (* 2010).
Als Schauspieler war Darren Le Gallo unter anderem in den Filmen Date Night – Gangster für eine Nacht (2010) und Lullaby (2014) sowie verschiedenen Fernsehserien zu sehen. Regie führte er erstmals bei dem Kurzfilm It Goes (2010). Gleichzeitig verkörperte er darin die Rolle eines jungen Künstlers, der nach dem Tod seines Vaters versucht, seiner Mutter (Mary Jo Deschanel) näher zu kommen. Zudem wirkte Le Gallo als Regisseur und Drehbuchautor an der Komödie Sam & Kate (2022) mit, in der Jake Hoffman, Dustin Hoffman, Schuyler Fisk und Sissy Spacek die Hauptrollen verkörpern und die ihre Premiere auf dem Austin Film Festival hatte.

## Filmografie (Auswahl)
- 2001: Six Feet Under – Gestorben wird immer (Fernsehserie, 2 Folgen)
- 2010: Date Night – Gangster für eine Nacht
- 2010: It Goes (Kurzfilm)
- 2011: Then We Got Help! (Fernsehserie, 10 Folgen)
- 2014: Lullaby
- 2022: Sam & Kate